# Theobald Böhm
Theobald Friedrich Böhm (München, 1794. április 9. – München, 1881. november 25.) német fuvolaművész és aranyműves.
Eredetileg mint az udvari zenekar tagja, hangszerére zeneműveket szerzett, később csakis a fuvola tanulmányozásával foglalkozott s a fafúvó hangszereket ennek alapján reformálta.
Hosszas kísérletezés után megkonstruálta az ún. „Böhm-fuvolát”, amelynek nagysága, hossza és hanglyukai az akusztikai normákat követik (a könnyebb játékot billentyűk és emeltyűk biztosítják.). A szokott kónikus furat helyett a Böhm-fuvola cilindrikus és fémből (gyakran ezüstből) készült; ezért hangja erősebb; így meghonosodott a modern zenekarban is.

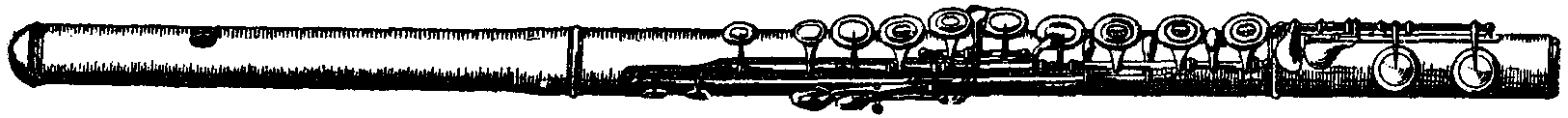
Böhm-fuvola (Encyclopædia Britannica, 1911)

## Írásai
- Über den Flötenbau und die neuesten Verbesserungen desselben, Mainz 1847;
- Die Flöte und das Flötenspiel in akustischer, technischer und artistischer Beziehung, München 1871